# Rothbach
Rothbach je občina v departmaju Bas-Rhin francoske regije Alzacija.
Leta 1990 je v občini živelo 472 oseb oz. 59 oseb/km².